# Kerkhof van Sint-Kornelis-Horebeke
Het Kerkhof van Sint-Kornelis-Horebeke is een gemeentelijke begraafplaats in het Belgische dorp Sint-Kornelis-Horebeke. Het kerkhof ligt in het dorpscentrum rond de Sint-Corneliuskerk en is door een bakstenen muur omringd. De toegang bestaat uit twee hardstenen zuilen. De muur en de toegang, evenals de kerk zijn sedert 1983 als monument beschermd.

## Britse oorlogsgraven
In de noordelijke hoek van het kerkhof liggen de graven van twee Britse militairen uit de Tweede Wereldoorlog. Het zijn de graven van Edward Hammond en George Pain, beiden soldaat bij het Queen's Own Royal West Kent Regiment. Zij sneuvelden in mei 1940 toen zij zich met het Britse Expeditieleger terugtrokken naar Duinkerke. Hun graven worden onderhouden door de Commonwealth War Graves Commission en zijn daar geregistreerd onder St. Kornelis-Horebeke Churchyard.